# District of Columbia War Memorial

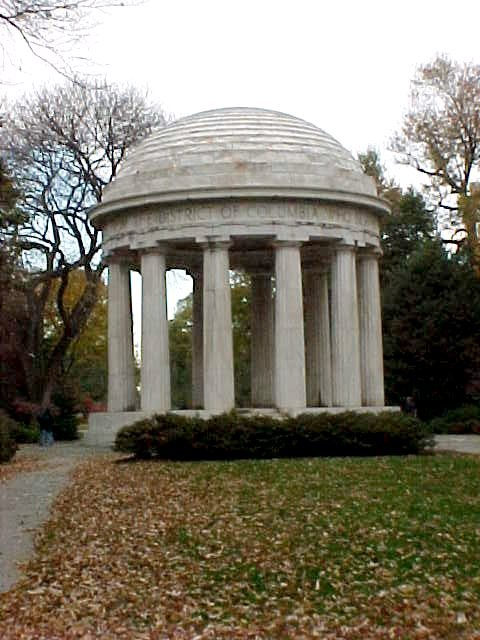
Het District of Columbia War Memorial

Het District of Columbia War Memorial eert de inwoners van Washington D.C. die tijdens de Eerste Wereldoorlog in de Amerikaanse strijdkrachten hebben gediend. Het monument staat in West Potomac Park, vlak bij de Lincoln Memorial Reflecting Pool en werd gebouwd in 1931. Op 11 november 1931, op de herdenkdag voor de wapenstilstand van 1918, werd het monument onthuld door president Herbert Hoover.
Het War Memorial is opgetrokken in de Dorische stijl, is cirkelvormig en meet 14,3 m hoog met een diameter aan de basis van 13,2 m. In een van de hoekstenen van het bouwwerk staan de ruim 26.000 namen van veteranen die uit Washington afkomstig waren. Rond de basis staan de 499 namen van diegene die sneuvelde in het conflict. De koepel wordt ondersteund door 22 pilaren met elk een hoogte van 6,7 m.